# Gouvernement Fanfani VI
Pour les articles homonymes, voir Gouvernement Fanfani.
 (septembre 2023).
Si vous disposez d'ouvrages ou d'articles de référence ou si vous connaissez des sites web de qualité traitant du thème abordé ici, merci de compléter l'article en donnant les références utiles à sa vérifiabilité et en les liant à la section « Notes et références ».
Ire République italienne
Gouvernement Craxi II Gouvernement Goria
Le gouvernement Fanfani VI (Governo Fanfani VI) est le gouvernement de la République italienne dirigé par Amintore Fanfani du 18 avril 1987 au 28 juillet 1987, durant la neuvième législature du Parlement.

## Coalition et historique
Dirigé par l'ancien président du Conseil des ministres démocrate-chrétien et président sortant du Sénat Amintore Fanfani, il s'agissait d'un gouvernement minoritaire soutenu par la seule Démocratie chrétienne (DC), qui disposait de 225 élus sur 630 à la Chambre des députés, soit 35,7 % des sièges, et 120 élus sur 315 au Sénat de la République, soit 38,0 % des sièges.
Il a été formé à la suite de désaccords entre la DC et le Parti socialiste italien (PSI), et succédait au second gouvernement de Bettino Craxi, formé d'une coalition entre la DC, le PSI, le Parti républicain italien (PRI), le Parti social-démocrate italien (PSDI), et le Parti libéral italien (PLI). Onze jours après sa prestation de serment, il échoue à obtenir la confiance de la Chambre des députés, et remet sa démission au président Francesco Cossiga, qui décide de convoquer des élections générales anticipées. Le scrutin aboutit à la formation du gouvernement de Giovanni Goria, soutenu par l'alliance des cinq partis.

## Composition
| Poste                                                                                         | Titulaire | Titulaire              | Parti |
| --------------------------------------------------------------------------------------------- | --------- | ---------------------- | ----- |
| Président du Conseil des ministres                                                            |           | Amintore Fanfani       | DC    |
| Ministres sans portefeuille                                                                   |           |                        |       |
| Ministre pour les Affaires régionales et la Fonction publique                                 |           | Livio Paladin          | Aucun |
| Ministre pour la Coordination des initiatives pour la recherche scientifique et technologique |           | Luigi Granelli         | DC    |
| Ministre pour la Coordination de la protection civile                                         |           | Remo Gaspari           | DC    |
| Ministre pour les Interventions extraordinaires pour le Mezzogiorno                           |           | Salverino De Vito      | DC    |
| Ministre pour les Relations avec le Parlement                                                 |           | Gaetano Gifuni         | Aucun |
| Ministres                                                                                     |           |                        |       |
| Ministre des Affaires étrangères                                                              |           | Giulio Andreotti       | DC    |
| Ministre de l'Intérieur                                                                       |           | Oscar Luigi Scalfaro   | DC    |
| Ministre des Grâces et de la Justice                                                          |           | Virginio Rognoni       | DC    |
| Ministre des Finances                                                                         |           | Giuseppe Guarino       | DC    |
| Ministre du Trésor Ministre du Budget et de la Programmation économique (intérim)             |           | Giovanni Goria         | DC    |
| Ministre de la Défense                                                                        |           | Remo Gaspari           | DC    |
| Ministre de l'Instruction publique                                                            |           | Franca Falcucci        | DC    |
| Ministre des Travaux publics                                                                  |           | Giuseppe Zamberletti   | DC    |
| Ministre de l'Agriculture et des Forêts                                                       |           | Filippo Maria Pandolfi | DC    |
| Ministre des Transports                                                                       |           | Giovanni Travaglin     | Aucun |
| Ministre des Postes et des Télécommunications                                                 |           | Antonio Gava           | DC    |
| Ministre de l'Industrie, du Commerce et de l'Artisanat                                        |           | Franco Piga            | DC    |
| Ministre de la Santé                                                                          |           | Carlo Donat-Cattin     | DC    |
| Ministre du Commerce extérieur                                                                |           | Mario Sarcinelli       | Aucun |
| Ministre de la Marine marchande                                                               |           | Costante Degan         | DC    |
| Ministre des Participations de l'État                                                         |           | Clelio Darida          | DC    |
| Ministre du Travail et de la Sécurité sociale                                                 |           | Ermanno Gorrieri       | Aucun |
| Ministre des Biens culturels et environnementaux                                              |           | Antonio Gullotti       | DC    |
| Ministre du Tourisme et du Divertissement                                                     |           | Mario Di Lazzaro       | Aucun |
| Ministre de l'Environnement                                                                   |           | Mario Pavan            | DC    |